# Katarsis (gruppo musicale)
Katarsis è un gruppo musicale lituano formatosi nel 2020.
Hanno rappresentato la Lituania all'Eurovision Song Contest 2025 con il brano Tavo akys, classificandosi al sedicesimo posto.

## Storia del gruppo
Il gruppo, fondato dal frontman Lukas Radzevičius, si è distinto sulla scena musicale nazionale per le sonorità post-punk e rock alternativo. Il gruppo ha raggiunto la notorietà grazie alla sleeper hit Vasarą galvoj minoras, brano incentrato sulla nostalgia dell'estate; il brano è stato originariamente diffuso nell'ottobre 2020 e ha trovato viralità a partire dalla stagione estiva seguente, scalando gradualmente la Singlų Top 100 fino a raggiungere un picco all'interno della top ten nel febbraio 2022. Vasarą galvoj minoras ha trascorso più di sei mesi nella top 40 nazionale ed è stato certificato oro dalla AGATA per gli oltre 2,5 milioni di stream rilevati sulle piattaforme digitali in suolo lituano.
A partire dall'inverno 2023 sono partite le registrazioni dell'EP d'esordio Dausos, costituito da cinque tracce e comprendente elementi folcloristici; il mini album è stato messo in commercio nel maggio 2024 ed è stato subito promosso da un concerto tenutosi a Vilnius.
Nel dicembre dell'anno successivo i Katarsis sono comparsi nella lista dei quarantacinque concorrenti pubblicata dalla Lietuvos Nacionalinis Radijas ir Televizija per l'Eurovizija.LT 2025, la selezione lituana per l'Eurovision Song Contest, con l'inedito Tavo akys. Seppur abbiano superato le semifinali con il secondo miglior risultato nel televoto dopo i Black Biceps, Tavo akys è stato sin da subito il preferito dal pubblico, debuttando al 6º posto della hit parade nazionale e rimanendo quello più popolare tra i pezzi in gara fino alla vigilia della finale. Durante la finale dell'evento, tenutasi il 15 febbraio seguente, il gruppo è risultato uno dei tre concorrenti col maggior numero di voti ricevuti dalla giuria e da casa: hanno così acceduto alla finalissima, dove il televoto li ha incoronati vincitori e rappresentanti lituani sul palco eurovisivo a Basilea, in Svizzera. Tavo akys è poi risultato il brano più popolare per due settimane consecutive, diventando la loro prima numero uno nella Singlų Top 100. Nello stesso periodo, Vasarą galvoj minoras è entrata per la prima volta nelle prime cinque posizioni della classifica nazionale. I Katarsis hanno dopodiché superato le semifinali e hanno così acceduto alla finale eurovisiva del 17 maggio, dove si sono piazzati al 16º posto su ventisei partecipanti con 96 punti.
La settimana successiva Balta meilė, riadattamento dell'omonimo brano dei Lemon Joy, è divenuto il loro terzo ingresso in top ten nella Singlų Top 100 simultaneamente.

## Stile musicale
Il loro stile mescola elementi di post-punk e rock alternativo. I testi trattano temi di sofferenza e di liberazione.

## Formazione
Attuale
- Lukas Radzevičius (Palanga, 24 novembre 2002) – voce, chitarra
- Emilija Kandratavičiūtė (Vilnius, 26 agosto 2000) – basso
- Alanas Brasas (Šiauliai, 12 novembre 2001) – chitarra solista
- Jokūbas Andriulis (Vilnius, 28 marzo 1999) – batteria

Ex componenti
- Andrius Gruodis – cori, chitarra
- Eivin Laukhammer – batteria

## Discografia

### EP
- 2024 – Dausos

### Singoli
- 2020 – Niekas
- 2020 – Vasarą galvoj minoras
- 2022 – Rasa
- 2022 – Des
- 2023 – Lapų šlamesiai išblaškė miegą/Ėda
- 2023 – Būsi
- 2023 – Praradau tave
- 2024 – Pamiršau žiūrėt į paukščius
- 2024 – Dingo
- 2025 – Tavo akys
- 2025 – Balta meilė
- 2025 – Kas man be jūros